# Abdessalem Ayouni
Abdessalem Ayouni (arabe : عبد السلام العيوني), né le 16 mai 1994, est un athlète tunisien.

## Biographie
Il est demi-finaliste de l'épreuve du 800 mètres masculin aux Jeux olympiques d'été de 2020 à Tokyo.

## Palmarès
| Date | Compétition                                  | Lieu            | Résultat | Épreuve    | Temps         |
| ---- | -------------------------------------------- | --------------- | -------- | ---------- | ------------- |
| 2013 | Championnats arabes de cross-country juniors | Charm el-Cheikh | 1er      | Cross 8 km | 25 min 23 s 2 |
| 2017 | Championnats panarabes                       | Radès           | 3e       | 800 m      | 1 min 47 s 59 |
| 2018 | Jeux méditerranéens                          | Tarragone       | 2e       | 1 500 m    | 3 min 37 s 35 |
| 2019 | Championnats panarabes                       | Le Caire        | 2e       | 800 m      | 1 min 51 s 31 |
| 2019 | Jeux africains                               | Rabat           | 1er      | 800 m      | 1 min 45 s 17 |
| 2023 | Jeux panarabes                               | Oran            | 3e       | 800 m      | 1 min 48 s 19 |

| Date | Compétition             | Lieu  | Résultat | Épreuve | Temps      |
| ---- | ----------------------- | ----- | -------- | ------- | ---------- |
| 2014 | Championnats de Tunisie | Radès | 1er      | 800 m   | 1 min 49 s |